# Solanum karsense
Solanum karsense är en potatisväxtart som beskrevs av Symon. Solanum karsense ingår i släktet skattor som ingår i familjen potatisväxter. Inga underarter finns listade i Catalogue of Life.